# Star del credere
Lo star del credere, nell'ordinamento italiano, è una clausola dei contratti tipici di agenzia e di commissione, in virtù della quale l'agente, oltre a non percepire alcuna provvigione per gli affari non onorati dal pagamento, deve parzialmente rifondere il preponente della perdita subita.

## Funzioni
La nuova normativa, approvata con legge comunitaria del 1999, ha modificato lo star del credere, di fatto cancellandolo: la pattuizione dello star del credere a svantaggio dell'agente è stata vietata, così come garanzia totale o parziale rispetto all'inadempimento del terzo contraente. Questa garanzia può essere infatti prestata dall'agente solo alle seguenti condizioni:
- deve trattarsi di un'eccezione;
- deve essere concordata tra le parti di volta in volta;
- deve riguardare singoli affari individualmente determinati;
- detti affari devono essere di particolare natura ed importo;
- l'onere a carico dell'agente non può essere di importo superiore alla provvigione che a questi sarebbe spettata qualora non vi fosse stato l'inadempimento del terzo contraente;
- a vantaggio dell'agente deve essere previsto un apposito corrispettivo.

Oggi si usa per intendere l'obbligazione che il commissionario assume di rispondere al committente per l'esecuzione dell'affare. La disciplina dello "star del credere" è descritta nell'art.1736 del Codice civile.